# Kriestiłowo
Kriestiłowo (ros. Крестилово) – wieś (dieriewnia) w Rosji, w obwodzie pskowskim, w rejonie łokniańskim. W 2010 liczyła 439 mieszkańców.